# لين ماكارثي
لين ماكارثي (1984-)، هي شخصية معروفة من جنوب إفريقيا، وممثلة وعارضة أزياء ومؤلفة ومحبة للعمل الخيري ومستشارة وطاهية ومقدمة برامج تلفزيونية. اشتهرت بأدوارها في المسلسلات الشعبية " إقلي: مكان الذهب" و"إسدينغو".

## حياتها الخاصة
ولدت في جنوب إفريقيا في 29 نوفمبر 1984. واشتهرت بأدوار البطولة في مسلسلي إقلي وإسدينغو. حصلت على درجة دكتوراه في الفلسفة وعلم النفس السلوكي البشري من جامعة كاليفورنيا لوس أنجلوس (UCLA). بالإضافة إلى علم النفس، درست أيضًا العلاقات العامة والتسويق وإدارة الأعمال.

## المهنة
بعد التخرج درست التمثيل تحت إشراف ليب فريرا والراحل بليز كوخ في استوديوهات سيساني في جوهانسبرغ. ثم درست تدريب الصوت والتمثيل مع جوهان فان دير ميرفي في استوديوهات سونيبلوم الخاصة بكاتينكا هينز في هوني ديو. بعد الدورة تدربت تحت إشراف دبليو مورغان شيبارد في ورشة فينسينت تشيس بهوليوود. انطلاقة مسيرتها التلفزيونية كانت من خلال مسلسل إيغولي: مكان الذهب الشهير على قناة M-Net عام 1991. والذي لعبت فيه دور "زيتا". ثم في عام 2008 لعبت دور "إليز" في المسلسل التلفزيوني إسدينغو. إلى جانب التمثيل، فهي أيضًا صحفية وراوية للأفلام الوثائقية، حيث قامت بسرد فيلم "أطفال النار". ثم أصبحت مقدمة مشاركة في برنامج السفر "رحلة عبر إفريقيا" بالإضافة إلى برنامجها الحواري الإذاعي الخاص "راديو ريبيل" في بريتوريا. بعملها كصحفية، عملت ككاتبة عمود عن المشاهير وفعاليات كبار الشخصيات لصحيفة سيتي جايمنغ في جريدة ذي ستزين. ثم أصبحت كاتبة عمود مقيمة لمجلة FHM تحت الاسم المستعار "ميس هيوستن".
تُعد ماكارثي مؤلفة منشورة لعنوانين غير روائيين "قاعدة الموعد الخامس" و"معرفة الحدود". كما أنها مؤلفة كتب طبخ، حيث يحمل أحدث كتاب لها عنوان "كتاب طبخ عائلة لين". عملت ماكارثي عارضة أزياء في أوروبا وأمريكا كوجه مرتبط بوكالة فورد للعارضات في نيويورك. كممثلة، يتم تمثيلها من قبل ستارك رايفنغ مانجمينت بعد ظهورها بدوام جزئي في المسلسل التلفزيوني بيج بروثر.